# Tulou du Fujian
Les tulou du Fujian (chinois simplifié : 福建土楼 ; pinyin : fújiàn tǔlóu) sont des architectures traditionnelles situées dans la province du Fujian, dans le sud-est de la Chine. Ces bâtiments communautaires sont habités par les Hakka. Ainsi, plusieurs expressions sont utilisées pour désigner ces résidences : « tulou Hakka », « forteresse Hakka », etc.
En 2008, 46 tulou de la province du Fujian ont été inscrits sur la liste du patrimoine mondial de l'UNESCO. Ce type d'architecture a été inscrit en tant qu’« exemples de bâtiments exceptionnels de par leur taille, leur tradition de construction et leur fonction, ils constituent un exemple unique de peuplement humain, fondé sur une vie en communauté et des besoins défensifs tout en maintenant une relation harmonieuse avec leur environnement. »

## Structure destulou
Les tulou sont de grandes bâtisses en argile (elles peuvent comporter jusqu'à 5 étages) de forme carrée, rectangulaire, ovale ou ronde sans, ou presque sans ouvertures sur l’extérieur à l'exception de meurtrières en hauteur. et d'une grande et solide porte d'entrée. Comme les maisons pékinoises à cour carrée (Siheyuan), elles sont organisées de manière concentrique. Le cœur de la maison est une grande cour très vivante qui sert de lieu de socialisation et qui renferme en son centre le temple des ancêtres, la salle du précepteur et l'estrade de théâtre. À l'intérieur de la tulou, les pièces communiquent toutes entre elles, donnant l'impression d'un immense dortoir. En effet, certaines tulous n'abritent pas moins de 60 familles soit 400 personnes.

## Composition destulou
Les murs, composés d'argile et de terre, sont épais (3 m d'épaisseur pour le mur extérieur et 1,5 m à l'intérieur) ce qui permet de garder la chaleur pendant les rudes hivers. La forme circulaire des tulou facilite également une bonne circulation de l'air et une aération naturelle. Des murs transversaux plus épais en argile servaient aussi de murs coupe-feu à l'intérieur pour éviter que les incendies éventuels ne se propagent à l'ensemble de la construction. Ces murs ingénieux et respectueux de l'environnement, étaient donc capables de résister au feu, aux attaques de bandits, aux tremblements de terre et même aux bombardements afin de protéger la vie paisible qui se déroulait à l'intérieur.

## Typologie destulou
La typologie des tulou est complexe. Toutefois, il est possible de distinguer trois grandes formes de tulou : les yuanlou, 圆楼 ou tulou ronde, les fanglou, 方楼 ou tulou de forme carrée et les wufenglou, 五凤楼[réf. nécessaire].

Différentes vues de Tulou
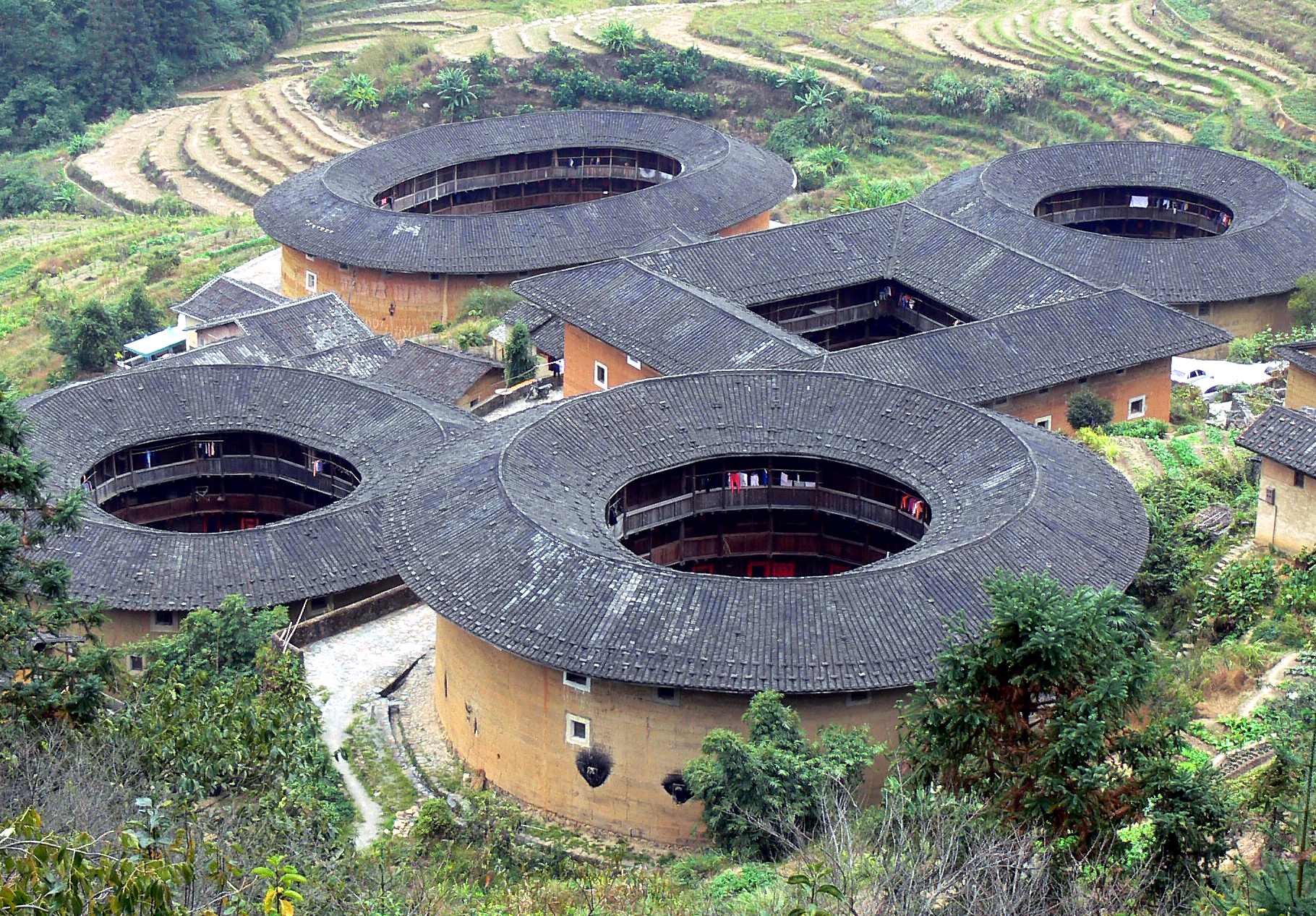
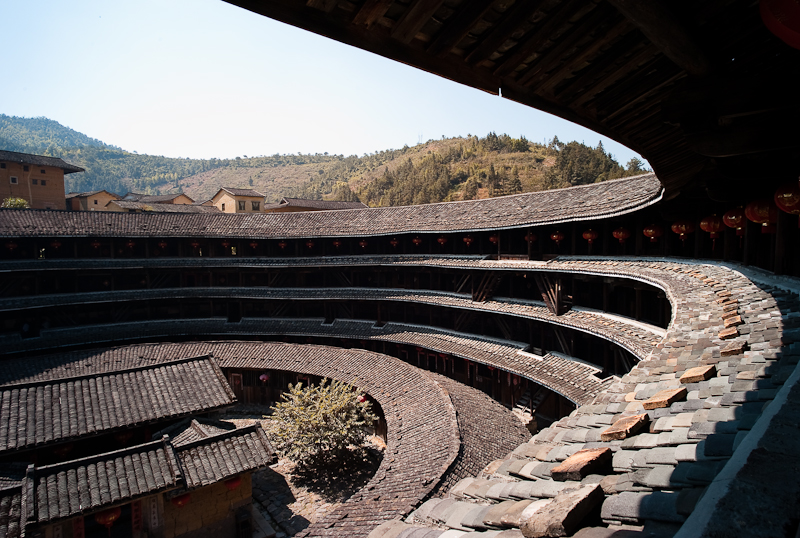
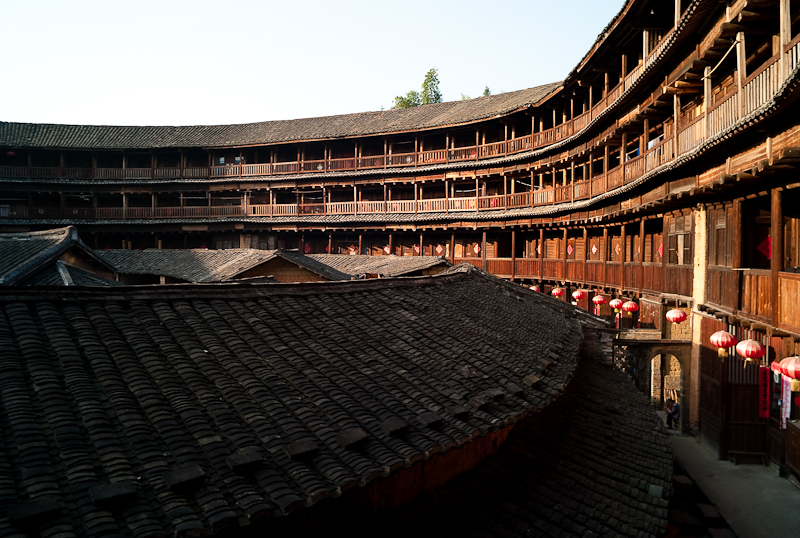
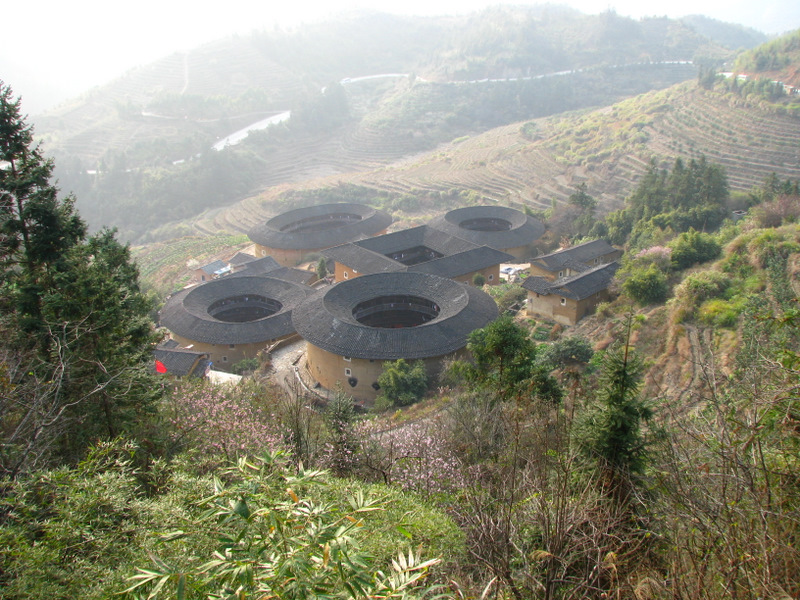
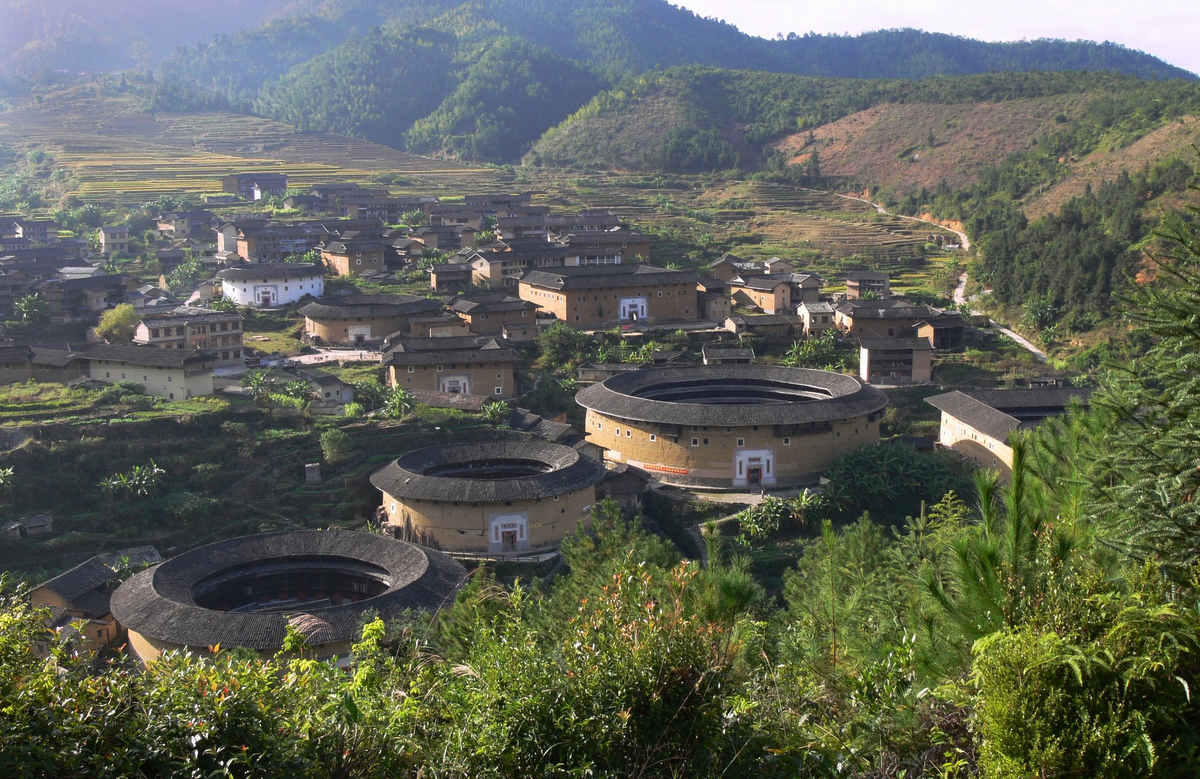
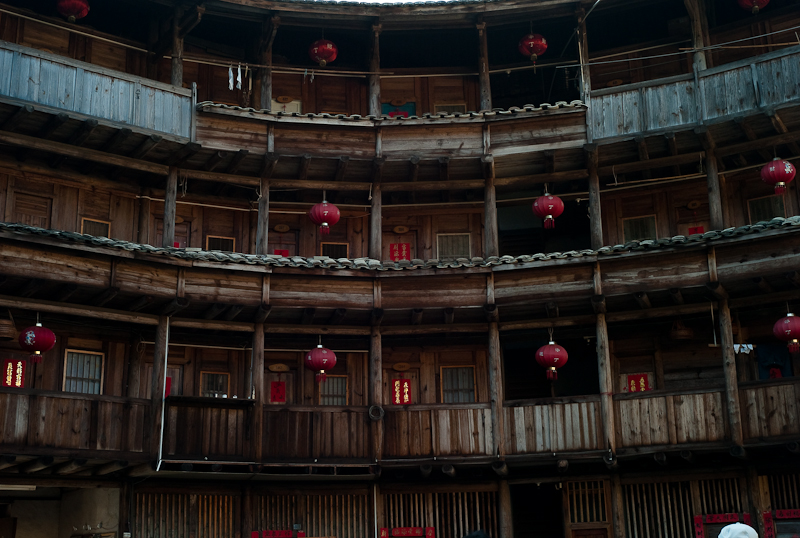
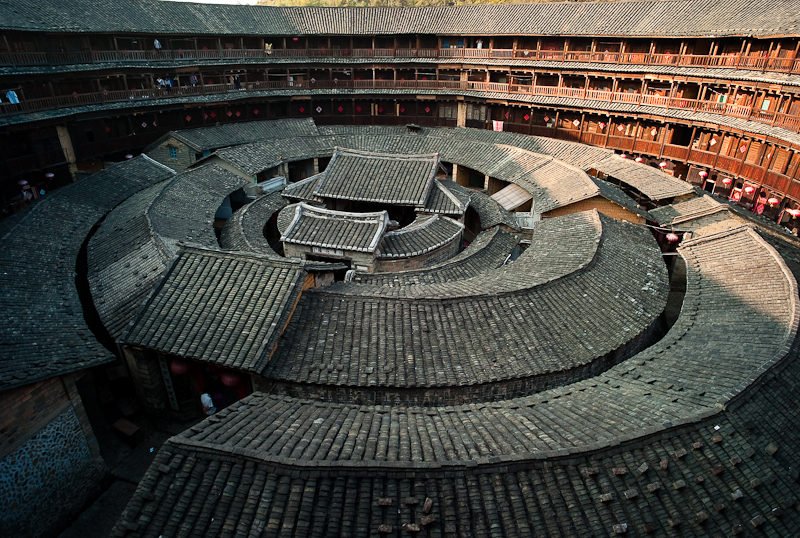
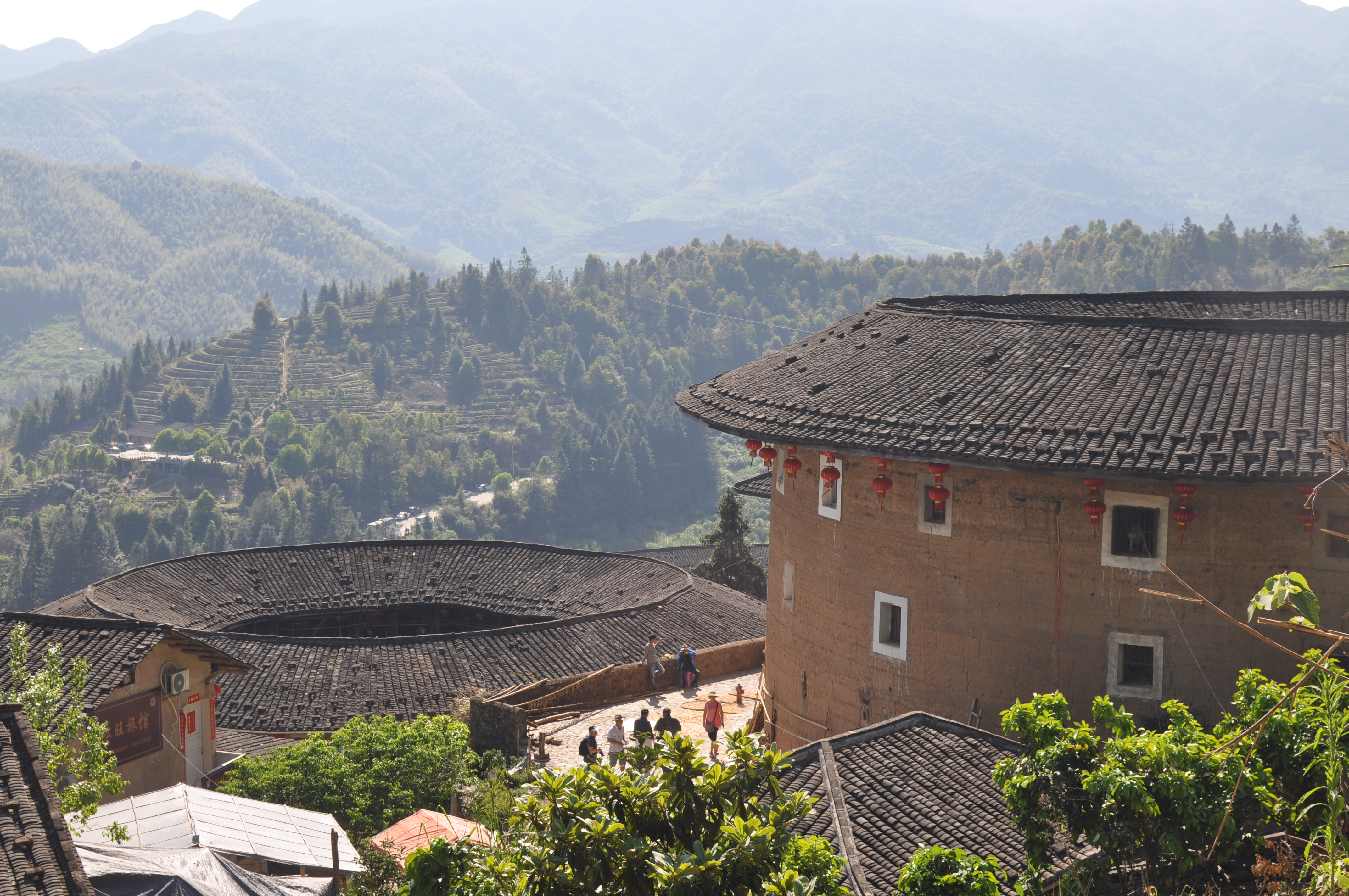
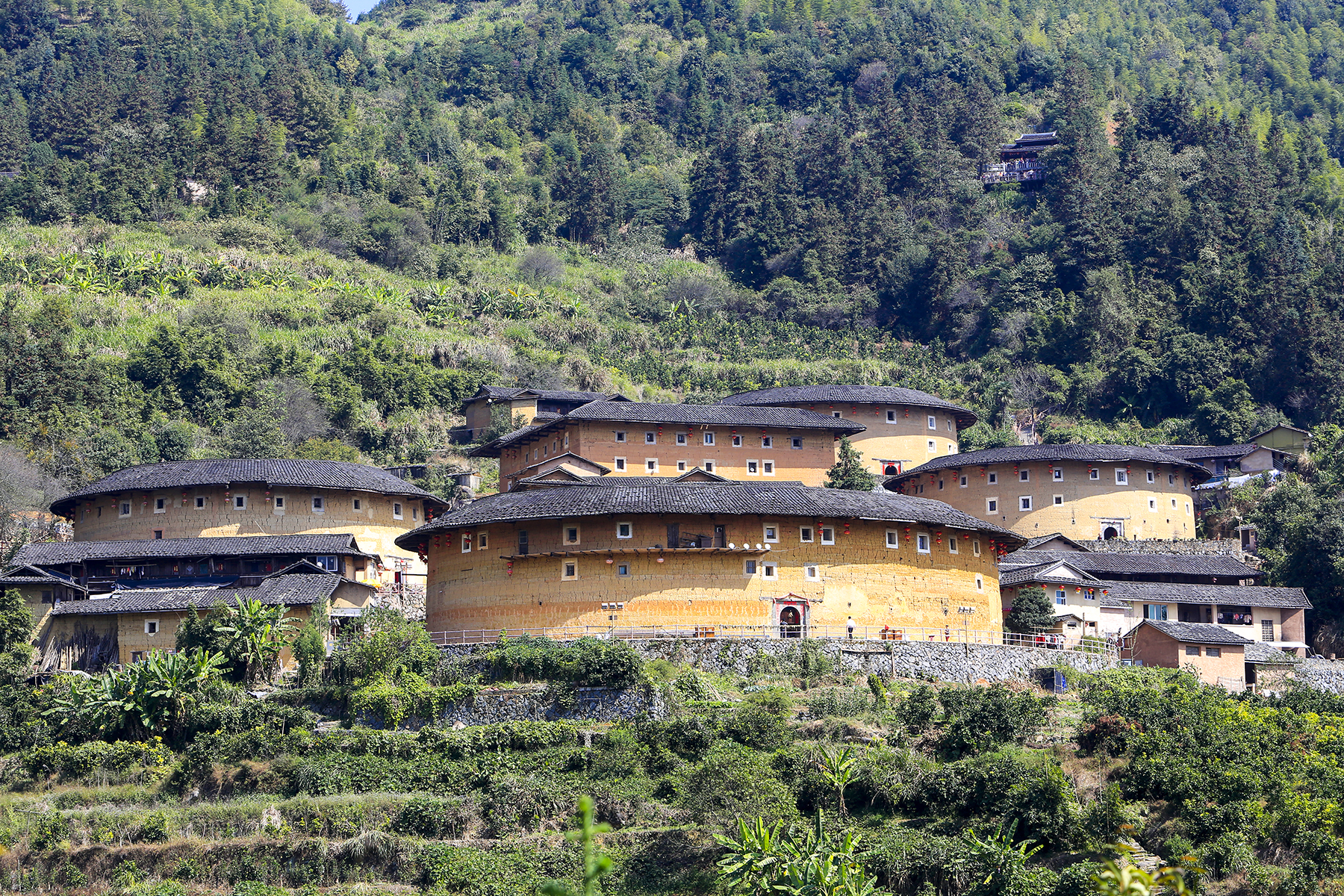
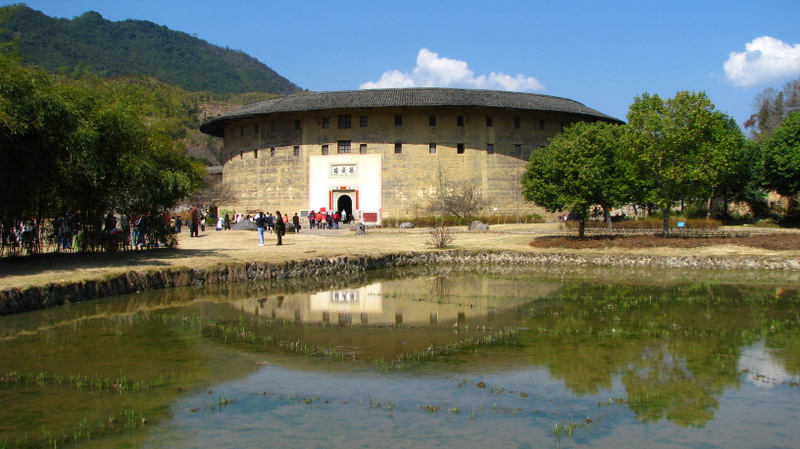